# Jhonder Cádiz
Jhonder Leonel Cádiz Fernández (Caracas, 29 luglio 1995) è un calciatore venezuelano, attaccante del León  e della nazionale venezuelana.

## Caratteristiche tecniche
È un centravanti.

## Carriera

### Club
Cresciuto nelle giovanili del Deportivo Petare, ha esordito il 29 marzo 2012 in occasione del match di campionato pareggiato 0-0 contro l'Atlético El Vigía.

### Nazionale
Dopo aver giocato nelle nazionali giovanili venezuelane Under-17 ed Under-20, nel 2018 ha esordito nella nazionale maggiore venezuelana.
Convocato per la Copa América 2024, nel corso della competizione segna la sua prima rete per la vinotinto nel successo per 2-1 contro l'Ecuador.

## Statistiche

### Presenze e reti nei club
Statistiche aggiornate al 6 agosto 2024.
| Stagione                | Squadra                 | Campionato              | Campionato | Campionato | Coppe nazionali | Coppe nazionali | Coppe nazionali | Coppe continentali | Coppe continentali | Coppe continentali | Altre coppe | Altre coppe | Altre coppe | Totale | Totale | Totale |
| Stagione                | Squadra                 | Comp                    | Pres       | Reti       | Comp            | Pres            | Reti            | Comp               | Pres               | Reti               | Comp        | Pres        | Reti        | Pres   | Reti   |        |
| ----------------------- | ----------------------- | ----------------------- | ---------- | ---------- | --------------- | --------------- | --------------- | ------------------ | ------------------ | ------------------ | ----------- | ----------- | ----------- | ------ | ------ | ------ |
| 2011-2012               | Deportivo Petare        | PD                      | 2          | 0          | CV              | 0               | 0               | -                  | -                  | -                  | -           | -           | -           | 2      | 0      |        |
| 2012-2013               | Deportivo Petare        | PD                      | 1          | 0          | CV              | 0               | 0               | -                  | -                  | -                  | -           | -           | -           | 1      | 0      |        |
| Totale Deportivo Petare | Totale Deportivo Petare | Totale Deportivo Petare | 3          | 0          |                 | 0               | 0               |                    | -                  | -                  |             | -           | -           | 3      | 0      |        |
| 2013-2014               | Caracas                 | PD                      | 1          | 1          | CV              | 0               | 0               | -                  | -                  | -                  | -           | -           | -           | 1      | 1      |        |
| 2014-2015               | Caracas                 | PD                      | 32         | 6          | CV              | 0               | 0               | CS                 | 3                  | 0                  | -           | -           | -           | 35     | 6      |        |
| Totale Caracas          | Totale Caracas          | Totale Caracas          | 33         | 7          |                 | 0               | 0               |                    | 3                  | 0                  |             | -           | -           | 36     | 7      |        |
| 2015-2016               | União Madeira           | PL                      | 23         | 2          | CP+CdL          | 2+1             | 2+0             | -                  | -                  | -                  | -           | -           | -           | 26     | 4      |        |
| 2016-2017               | Nacional                | PL                      | 11         | 1          | CP+CdL          | 1+0             | 0               | -                  | -                  | -                  | -           | -           | -           | 12     | 1      |        |
| 2017-2018               | Moreirense              | PL                      | 18         | 2          | CP+CdL          | 2+3             | 0               | -                  | -                  | -                  | -           | -           | -           | 23     | 2      |        |
| 2018                    | Monagas                 | PD                      | 11         | 7          | CV              | 0               | 0               | CL                 | 6                  | 1                  | -           | -           | -           | 17     | 8      |        |
| 2018-2019               | Vitória Setúbal         | PL                      | 31         | 9          | CP+CdL          | 3+1             | 1+0             | -                  | -                  | -                  | -           | -           | -           | 35     | 10     |        |
| 2019-2020               | Digione                 | L1                      | 17         | 2          | CF+CL           | 4+1             | 1+0             | -                  | -                  | -                  | -           | -           | -           | 22     | 3      |        |
| 2020                    | Nashville               | MLS                     | 7+3        | 2          | -               | -               | -               | -                  | -                  | -                  | -           | -           | -           | 10     | 2      |        |
| 2021                    | Nashville               | MLS                     | 23+2       | 2+1        | -               | -               | -               | -                  | -                  | -                  | -           | -           | -           | 25     | 3      |        |
| Totale Nashville SC     | Totale Nashville SC     | Totale Nashville SC     | 30+5       | 4+1        |                 | -               | -               |                    | -                  | -                  |             | -           | -           | 35     | 5      |        |
| gen.-giu. 2022          | Famalicão               | PL                      | 14         | 1          | CP+CdL          | -               | -               | -                  | -                  | -                  | -           | -           | -           | 14     | 1      |        |
| 2022-2023               | Famalicão               | PL                      | 24         | 4          | CP+CdL          | 6+4             | 6+1             | -                  | -                  | -                  | -           | -           | -           | 34     | 11     |        |
| 2023-2024               | Famalicão               | PL                      | 30         | 15         | CP+CdL          | 1+1             | 0+1             | -                  | -                  | -                  | -           | -           | -           | 32     | 16     |        |
| Totale Famalicao        | Totale Famalicao        | Totale Famalicao        | 68         | 20         |                 | 12              | 8               |                    | -                  | -                  |             | -           | -           | 80     | 28     |        |
| 2024-2025               | León                    | PD                      | 34         | 13         | -               | -               | -               | -                  | -                  | -                  | LC          | 2           | 0           | 36     | 13     |        |
| Totale carriera         | Totale carriera         | Totale carriera         | 284        | 68         |                 | 30              | 12              |                    | 9                  | 1                  |             | 2           | 0           | 325    | 81     |        |

### Cronologia presenze e reti in nazionale
| Cronologia completa delle presenze e delle reti in nazionale ― Venezuela | Cronologia completa delle presenze e delle reti in nazionale ― Venezuela | Cronologia completa delle presenze e delle reti in nazionale ― Venezuela | Cronologia completa delle presenze e delle reti in nazionale ― Venezuela | Cronologia completa delle presenze e delle reti in nazionale ― Venezuela | Cronologia completa delle presenze e delle reti in nazionale ― Venezuela | Cronologia completa delle presenze e delle reti in nazionale ― Venezuela | Cronologia completa delle presenze e delle reti in nazionale ― Venezuela |
| Data                                                                     | Città                                                                    | In casa                                                                  | Risultato                                                                | Ospiti                                                                   | Competizione                                                             | Reti                                                                     | Note                                                                     |
| ------------------------------------------------------------------------ | ------------------------------------------------------------------------ | ------------------------------------------------------------------------ | ------------------------------------------------------------------------ | ------------------------------------------------------------------------ | ------------------------------------------------------------------------ | ------------------------------------------------------------------------ | ------------------------------------------------------------------------ |
| 16-10-2018                                                               | Barcellona                                                               | Emirati Arabi Uniti                                                      | 0 – 2                                                                    | Venezuela                                                                | Amichevole                                                               | -                                                                        | 72’                                                                      |
| 2-6-2019                                                                 | Miami Gardens                                                            | Venezuela                                                                | 1 – 1                                                                    | Ecuador                                                                  | Amichevole                                                               | -                                                                        | 45’                                                                      |
| 3-6-2021                                                                 | La Paz                                                                   | Bolivia                                                                  | 3 – 1                                                                    | Venezuela                                                                | Qual. Mondiali 2022                                                      | -                                                                        | 79’                                                                      |
| 9-6-2021                                                                 | Caracas                                                                  | Venezuela                                                                | 0 – 0                                                                    | Uruguay                                                                  | Qual. Mondiali 2022                                                      | -                                                                        | 79’                                                                      |
| 21-3-2024                                                                | Fort Lauderdale                                                          | Venezuela                                                                | 1 – 2                                                                    | Italia                                                                   | Amichevole                                                               | -                                                                        | 62’                                                                      |
| 24-3-2024                                                                | Houston                                                                  | Guatemala                                                                | 0 – 0                                                                    | Venezuela                                                                | Amichevole                                                               | -                                                                        | 75’                                                                      |
| 22-6-2024                                                                | Santa Clara                                                              | Ecuador                                                                  | 1 – 2                                                                    | Venezuela                                                                | Coppa America 2024 - 1º turno                                            | 1                                                                        | 46’                                                                      |
| 26-6-2024                                                                | Inglewood                                                                | Venezuela                                                                | 1 – 0                                                                    | Messico                                                                  | Coppa America 2024 - 1º turno                                            | -                                                                        | 82’                                                                      |
| 5-7-2024                                                                 | Arlington                                                                | Venezuela                                                                | 1 – 1 (3 - 4 dtr)                                                        | Canada                                                                   | Coppa America 2024 - Quarti di finale                                    | -                                                                        | 60’                                                                      |
| 5-9-2024                                                                 | El Alto                                                                  | Bolivia                                                                  | 4 – 0                                                                    | Venezuela                                                                | Qual. Mondiali 2026                                                      | -                                                                        | 66’                                                                      |
| 10-9-2024                                                                | Maturín                                                                  | Venezuela                                                                | 0 – 0                                                                    | Uruguay                                                                  | Qual. Mondiali 2026                                                      | -                                                                        | 90+1’                                                                    |
| 10-10-2024                                                               | Maturín                                                                  | Venezuela                                                                | 1 – 1                                                                    | Argentina                                                                | Qual. Mondiali 2026                                                      | -                                                                        | 59’                                                                      |
| 15-10-2024                                                               | Asunción                                                                 | Paraguay                                                                 | 2 – 1                                                                    | Venezuela                                                                | Qual. Mondiali 2026                                                      | -                                                                        | 66’ 68’                                                                  |
| 14-11-2024                                                               | Maturin                                                                  | Venezuela                                                                | 1 – 1                                                                    | Brasile                                                                  | Qual. Mondiali 2026                                                      | -                                                                        | 81’                                                                      |
| 19-11-2024                                                               | Santiago del Cile                                                        | Cile                                                                     | 4 – 2                                                                    | Venezuela                                                                | Qual. Mondiali 2026                                                      | -                                                                        | 87’                                                                      |
| 21-3-2025                                                                | Quito                                                                    | Ecuador                                                                  | 2 – 1                                                                    | Venezuela                                                                | Qual. Mondiali 2026                                                      | 1                                                                        | 61’                                                                      |
| 25-3-2025                                                                | Maturín                                                                  | Venezuela                                                                | 1 – 0                                                                    | Perù                                                                     | Qual. Mondiali 2026                                                      | -                                                                        | 78’                                                                      |
| 10-6-2025                                                                | Montevideo                                                               | Uruguay                                                                  | 2 – 0                                                                    | Venezuela                                                                | Qual. Mondiali 2026                                                      | -                                                                        | 46’                                                                      |
| Totale                                                                   |                                                                          | Presenze                                                                 | 18                                                                       |                                                                          | Reti                                                                     | 2                                                                        |                                                                          |

## Palmarès

### Club

#### Competizioni nazionali
- Supercoppa di Portogallo: 1

Benfica: 2019